# 오하라 다카히로
오하라 다카히로(일본어: 大原 卓丈, 1986년 12월 6일 ~ )는 일본의 전 축구 선수이다.

## 구단 경력
과거 도쿠시마 보르티스, 그루자 모리오카, 후쿠시마 유나이티드 FC에서 활동하였다.